# Blyths parkiet
Blyths parkiet (Psittacula caniceps) is een vogel uit de familie Psittaculidae (papegaaien van de Oude Wereld). De Nederlandse naam verwijst naar de Britse zoöloog Edward Blyth die deze vogel heeft beschreven.

## Verspreiding en leefgebied
De soort is endemisch op de Nicobaren, een groep eilanden in de Golf van Bengalen in het oosten van de Indische Oceaan.

## Status
De grootte van de populatie wordt geschat op 6000-15.000 volwassen vogels. Het verspreidingsgebied is klein en de populatie gaat achteruit. Daarom heeft de soort op de Rode lijst van de IUCN heeft de status gevoelig.